# Dermaptera
Los dermápteros (Dermaptera, del griego δερμα derma, piel y πτερον pteron, ala) son un orden de insectos neópteros conocidos vulgarmente como cortapicos, tijeretas, tijerillas o cortatijeras, todos los cuales aluden a la forma de los cercos como pinza, tenaza o tijera que estos insectos tienen en el extremo posterior del cuerpo. Son insectos de cuerpo alargado, algo aplanado, de tamaño mediano a pequeño, de color pardo o rojizo y con un par de cercos posteriores. Las alas anteriores (en caso de existir) funcionan como élitros o más bien elitroides, y recubren las posteriores que son semicirculares y membranosas; aparato bucal tipo masticador; antenas largas multisegmentadas, delgadas; comparten este rasgo anatómico con los escarabajos de la familia estafílinidos, aunque no están relacionados evolutivamente con ellos. Los cercos posteriores están fuertemente curvados en los machos, que los usan durante la cópula. Sirven además para las operaciones de desplegar y recoger las alas. Son hemimetábolos, y tienen de 4 a 6 estadios ninfales. Normalmente viven bajo piedras o entre la corteza de los árboles.
Son insectos frecuentes, con unas 1.840 especies conocidas, la mayoría tropicales, aunque también los hay en regiones templadas y desde hace algunos años en zonas frías como el extremo sur de América.
En cuanto a la alimentación, la mayoría son omnívoros o saprófagos. Los omnívoros son nocturnos, y usan los cercos para la depredación. Poseen también glándulas repugnatorias defensivas.
Muchas especies realizan cuidados maternales a los huevos, volteándolos y acicalándolos continuamente para evitar cualquier contaminación. Algunos son vivíparos, habiendo desarrollado en la evolución estructuras placentarias para la nutrición de los embriones.
Anteriormente existía en el mundo anglosajón la creencia falsa de que los cortapicos se introducían en el cerebro a través de los oídos de las personas y de ahí su nombre en inglés "earwig", que significa "insecto de oído". A pesar de haberse documentado raros casos de intromisiones de estos insectos en los oídos, no llegan más allá de la membrana del tímpano, donde quizás puedan causar algunas molestias que darían cierta credibilidad al mito.

## Filogenia
El orden Dermaptera es relativamente pequeño en comparación con los otros órdenes de Insecta, con sólo 2.000 especies, 3 subórdenes y 15 familias, incluidos los subórdenes extintos Archidermaptera y Eodermaptera con sus familias. La filogenia de los dermápteros todavía se discute. El suborden de Dermaptera existente (Neodermaptera) parece ser monofilético y no hay soporte para la monofilia de las familias Forficulidae, Chelisochidae, Labiduridae y Anisolabididae. La siguiente filogenia es de Engel & Haas (2007):

Ilustración de la filogenia de "Dermaptera", basada en Grimaldi & Engel, 2004

| ______ | Dermapteridae †    |
|        | Dermapteridae †    |
|        | Protodiplatyidae † |
|        |                    |

| ______ | Semenoviolidae †   |
|        | Semenoviolidae †   |
|        | Turanodermatidae † |
|        |                    |

| ______ | Anisolabididae |
|        | Anisolabididae |
|        | Apachyidae     |
|        |                |
|        | Chelisochidae  |
|        |                |
|        | Diplatyidae    |
|        |                |
|        | Forficulidae   |
|        |                |
|        | Hemimeridae    |
|        |                |
|        | Karschiellidae |
|        |                |
|        | Labiduridae    |
|        |                |
|        | Labiidae       |
|        |                |
|        | Pygidicranidae |
|        |                |
|        | Spongiphoridae |
|        |                |

| ______ | Dermapteridae †    |
|        | Dermapteridae †    |
|        | Protodiplatyidae † |
|        |                    |

| ______ | Semenoviolidae †   |
|        | Semenoviolidae †   |
|        | Turanodermatidae † |
|        |                    |

| ______ | Anisolabididae |
|        | Anisolabididae |
|        | Apachyidae     |
|        |                |
|        | Chelisochidae  |
|        |                |
|        | Diplatyidae    |
|        |                |
|        | Forficulidae   |
|        |                |
|        | Hemimeridae    |
|        |                |
|        | Karschiellidae |
|        |                |
|        | Labiduridae    |
|        |                |
|        | Labiidae       |
|        |                |
|        | Pygidicranidae |
|        |                |
|        | Spongiphoridae |
|        |                |

## Morfología

### Morfología externa
Los dermápteros son insectos de cuerpo alargado, estrecho y algo aplanado. Los adultos pueden o no ser alados, teniendo uno o dos pares de alas cuando son alados. Su tamaño varía de 3 a 85 mm. Son predominantemente de color amarillo, negro y marrón, aunque la cabeza, el protórax y las patas tienen un color diferente al del resto del cuerpo. Hay casos raros de especies con coloración verde o azul metálico. Los adultos generalmente tienen cercos en forma de pinza.
La cabeza es prognata, ancha y plana. Contiene antenas filiformes, y el número de segmentos puede variar dentro de una misma especie según el desarrollo del individuo, teniendo los individuos jóvenes menos segmentos en las antenas. Con cada muda, se agregan más segmentos a las antenas. La cabeza también tiene una mandíbula desarrollada de tipo masticador, cuyo molar (donde se tritura el alimento) varía según la dieta. El maxilar, por prognatismo, es alargado, y el palpo maxilar tiene 5 artículos, el apical con papilas sensitivas. También se encuentra una “Y” que conecta los ojos y el vértice de la cabeza, formada por las suturas frontal y coronal. Los ojos compuestos en los dermápteros rara vez se reducen y sólo se conocen unas pocas especies ciegas a las cavernas. Los ocelos siempre están ausentes en los dermápteros existentes.
El tórax se divide en diafragmas de protórax, mesotórax y metatórax, y presenta un protórax móvil, con un pronoto discoidal, y un mesotórax corto, muy próximo al metatórax. Existe un mayor desarrollo del mesotórax y metatórax en especies capaces de volar. En los dermápteros se encuentran dos pares de alas, con el par anterior modificado en alas tipo tegmina, cortas, coriáceas y sin venación, mientras que el par posterior está densamente plegado, superando a las tegminas en una pequeña distancia. A menudo, ambos pares de alas están reducidos y rara vez faltan. Los pares de alas también se pueden reducir de forma independiente, y algunas especies tienen tegminas normales y no reducidas que cubren el par posterior de alas reducidas. Las patas de los dermápteros son 'ambulatorias, insertadas lateralmente en el tórax, sin tener nunca modificaciones para saltar y cavar. Además, las piernas tienen muslos cortos y tarsos de tipo trímero, es decir, se dividen en 3 tarsómeros.
El abdomen de los dermápteros es largo, estrecho y muy móvil. Los machos y las ninfas tienen 10 segmentos observables mientras que las hembras tienen 8. Esta diferencia se produce porque el séptimo segmento de las hembras cubre el octavo y el noveno, que son cortos. Se observa un patrón en zigzag en el costado del abdomen de los dermápteros, esto se debe a la superposición lateral de los tergitos y esternitos sobre los siguientes tergitos y esternitos, cubriendo la pleura y los espiráculos.

### Morfología Interna
El sistema digestivo contiene las típicas regiones anterior, media y posterior del intestino, pero su intestino no tiene ciego gástrico. El intestino medio se caracteriza por la presencia de túbulos de Malpighi. Los túbulos de Malpighi, a su vez, se encuentran en cantidades que varían entre 8 y 20 túbulos, normalmente en grupos de 4 o 5. El sistema traqueal tráquea (artrópodos) tiene dos espiráculos torácicos y ocho abdominales. El sistema nervioso tiene un cerebro, un ganglio subesofágico y el cordón nervioso ventral con tres ganglios torácicos y seis ganglios abdominales.
También existen diferencias internas entre machos y hembras, teniendo los machos un par de testículos, un par de conductos deferentes, vesículas seminales solas o en pares y uno o dos conductos eyaculadores. Las hembras tienen un par de ovarios, oviductos laterales, un oviducto mediano, espermateca y cámara genital. Además, los gonoporos de los dermápteros femeninos se abren detrás del séptimo segmento abdominal. Hay especies de dermápteros consideradas vivíparos, en las que el desarrollo y maduración de los huevos y el desarrollo embrionario se producen en un vitellarium agrandado.

### Dimorfismo sexual

Macho (izquierda) y hembra (derecha) de Forficula auricularia.

El dimorfismo sexual en dermápteros se observa tanto en el tamaño del cuerpo como del cuello uterino, y ambos factores tienden a ser mayores en los machos en comparación con las hembras. Sin embargo, como en la mayoría de los organismos ectotérmicos, factores ambientales como la variación de temperatura y la disponibilidad de recursos alimentarios influyen en las características del dimorfismo sexual observado en los dermápteros. El ambiente actúa principalmente sobre los machos, ya que sus características corporales son capaces de determinar su éxito reproductivo, dejando mayor o menor número de descendientes. Los machos con mayor tamaño corporal y sobre todo con cuellos más largos suelen tener más éxito en la competencia por las hembras, ya que los cercos se utilizan tanto en el combate entre machos como en el cortejo y la cópula. De esta forma, los cercos de mayor tamaño generalmente permiten una mayor frecuencia de apareamiento y una mayor producción de descendencia.
Las características corporales, tanto en machos como en hembras, pueden, como se ha indicado anteriormente, verse influenciadas por la temperatura y la disponibilidad de alimentos. Estos factores actúan principalmente durante el desarrollo, es decir, durante los primeros instares, influyendo en el tamaño final del individuo adulto. Las altas temperaturas aceleran el desarrollo, lo que proporciona menos tiempo disponible para el crecimiento corporal, dando como resultado adultos más pequeños. Por lo tanto, las poblaciones de región tropical tienden a tener un tamaño corporal más pequeño en comparación con las regiones de clima templado. La disponibilidad de alimentos, por otro lado, tiene una relación diferente con el tamaño del cuerpo y del cerco. Una mayor disponibilidad de alimento permite una alta tasa de crecimiento, permitiendo que el individuo crezca considerablemente en un corto período de tiempo, alcanzando un mayor peso crítico y mayor tamaño corporal antes de la última muda, dando lugar a adultos de mayor tamaño.

## Comportamiento
La mayoría de los cortapicos son nocturnos y habitan en pequeñas grietas, viviendo entre escombros de diversas formas, como cortezas y troncos caídos. Se han encontrado especies ciegas que viven en cuevas, o cavernícolas, de las que se tiene constancia en la isla de Hawái y en Sudáfrica. Para protegerse de los depredadores, la especie Doru taeniatum de cortapicos puede lanzar chorros de líquido amarillo maloliente desde las glándulas odoríferas situadas en la cara dorsal del tercer y cuarto segmento abdominal. Dirige las descargas girando el abdomen, maniobra que le permite utilizar simultáneamente sus pinzas para defenderse. En circunstancias excepcionales, los cortapicos forman enjambres y pueden apoderarse de áreas importantes de una zona. En agosto de 1755 aparecieron en grandes cantidades cerca de Stroud, Gloucestershire (Reino Unido), sobre todo en las grietas y hendiduras de "viejos edificios de madera... de modo que a menudo caían en tal cantidad que literalmente cubrían el suelo" En 2006 se produjo una "plaga" similar en los alrededores de una cabaña forestal cerca de las montañas Blue Ridge (Estados Unidos de América); persistió durante el invierno y duró al menos dos años.

## Ciclo vital y reproducción

El ciclo vital y el desarrollo de un cortapicos macho desde el huevo hasta cada instar.

Los cortapicos son hemimetábolas, lo que significa que experimentan una metamorfosis incompleta, desarrollándose a través de una serie de 4 a 6 mudas. Las fases de desarrollo entre mudas se denominan instar. Los cortapicos viven aproximadamente un año desde que nacen. Empiezan a aparearse en otoño y pueden encontrarse juntas en otoño e invierno. El macho y la hembra vivirán en una cámara en escombros, grietas o tierra 2,5 centímetros (1 plg) de profundidad.: 739  Tras el apareamiento, el esperma puede permanecer en la hembra durante meses antes de que los huevos sean fecundados. Desde mediados del invierno hasta principios de la primavera, el macho se marchará o será expulsado por la hembra. Después, la hembra empezará a poner de 20 a 80 huevos de color blanco nacarado en dos días. Algunos cortapicos, las parásitas de los subórdenes Arixeniina y Hemimerina, son vivíparas (dan a luz crías vivas); se alimentarían de una especie de placenta.: 739–740  Cuando se ponen por primera vez, los huevos son blancos o de color crema y de forma ovalada, pero justo antes de eclosionar adquieren forma de riñón y son de color marrón.  Cada huevo mide aproximadamente 1 mm (0 plg) de alto y 0,8 mm (0 plg) de ancho.
Los cortapicos se encuentran entre las pocas especies de insectos no sociales que muestran cuidados maternales. La madre presta mucha atención a las necesidades de sus huevos, como el calor y la protección.: 739–740  Defiende fielmente los huevos de los depredadores, no dejándolos ni para comer a menos que la puesta se estropee.: 740  También limpia continuamente los huevos para protegerlos de fungi. Los estudios han descubierto que el impulso de limpiar los huevos persiste sólo durante unos días después de retirarlos, y no vuelve incluso si los huevos son reemplazados; sin embargo, cuando los huevos fueron reemplazados continuamente después de la eclosión, la madre continuó limpiando los nuevos huevos hasta 3 meses.: 740 
Los estudios también han demostrado que la madre no reconoce inmediatamente sus propios huevos. Después de ponerlos, los reúne, y los estudios han descubierto que las madres recogen por accidente pequeñas bolas de cera o piedras con forma de huevo. Finalmente, los huevos impostores eran rechazados por no tener el olor adecuado.: 740 

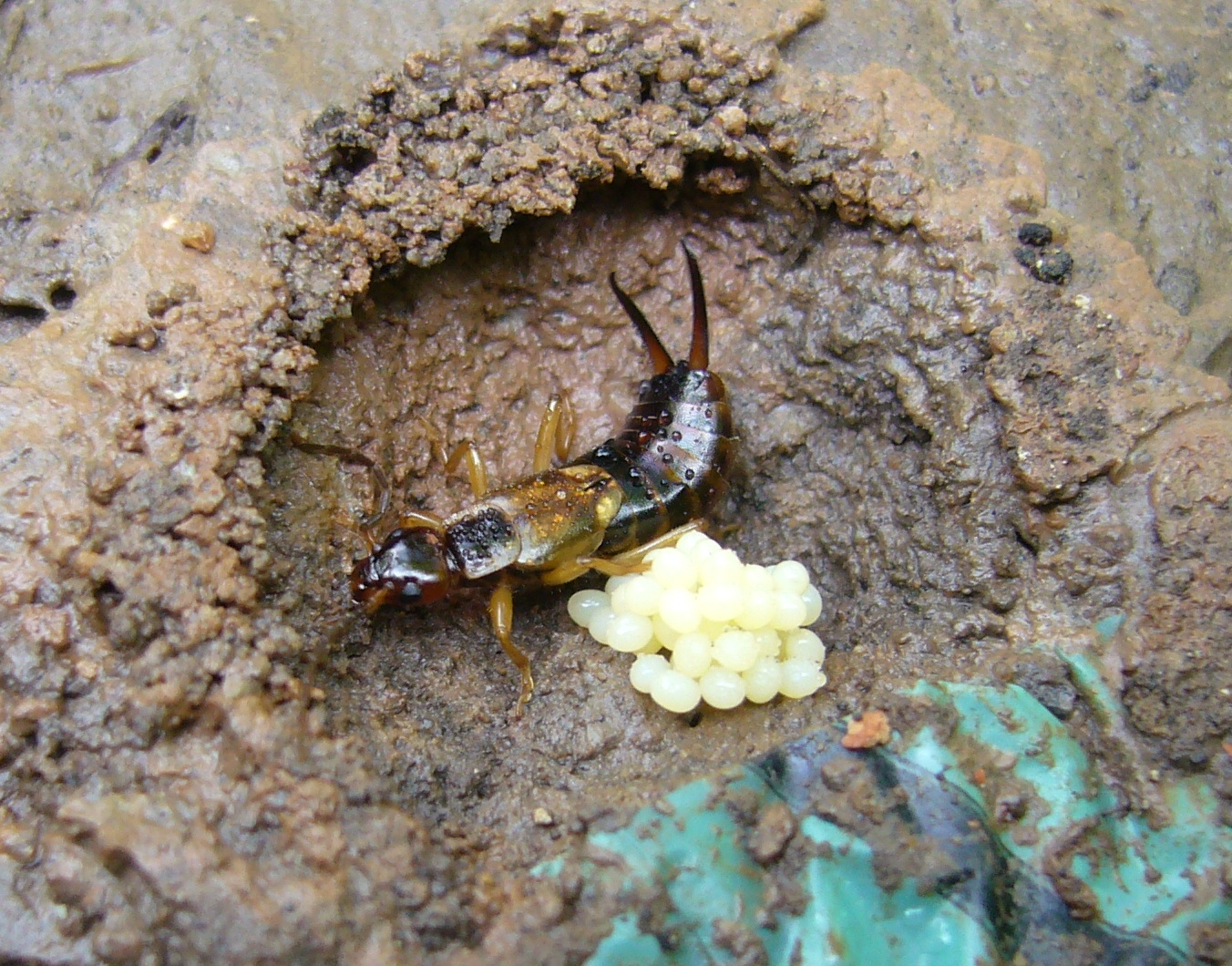
Cortapicos hembra en su nido, con huevos
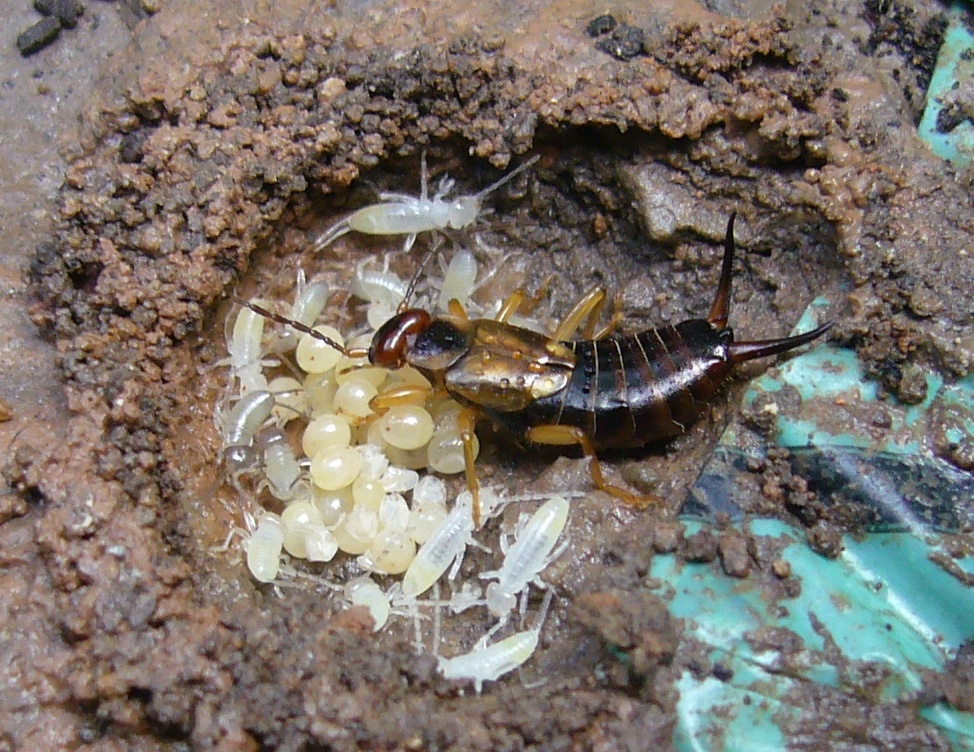
Cortapicos hembra en su nido con crías recién nacidas

Los huevos eclosionan en unos siete días. La madre puede ayudar a las ninfas a eclosionar. Cuando las ninfas eclosionan, se comen la cubierta del huevo y continúan viviendo con la madre. Las ninfas tienen un aspecto similar al de sus padres, aunque son más pequeñas, y anidarán bajo su madre, que seguirá protegiéndolas hasta su segunda muda. Las ninfas se alimentan de comida regurgitada por la madre,  y en sus propias mudas. Si la madre muere antes de que las ninfas estén listas para salir, las ninfas pueden comérsela.: 740 
Tras cinco o seis instares, las ninfas mudan a adultos. Las pinzas de los machos se curvan, mientras que las de las hembras permanecen rectas. También desarrollarán su color natural, que puede ser desde un marrón claro (como en el cortapicos leonado) hasta un negro oscuro (como en el cortapicos anillado). En las especies de cortapicos alados, las alas empiezan a desarrollarse en este momento. Las alas delanteras del cortapicos están esclerotizadas para proteger las alas traseras membranosas.

## Depredadores y parásitos
Los cortapicos son presa habitual de las aves y, como muchas otras especies de insectos, de mamíferos insectívoros, anfibios, lagartos, ciempiés, chinches insectívoras y arañas. Naturalistas europeos han observado murciélagos que se alimentan de cortapicos. Sus principales insectos depredadores son especies parásitas de Tachinidae, o moscas taquínidas, cuyas larvas son endoparásitas. Una especie de mosca taquínida, Triarthria setipennis, ha demostrado tener éxito como control biológico de los cortapicos durante casi un siglo. Otra mosca taquínida y parásita de los cortapicos, Ocytata pallipes, también se ha mostrado prometedora como agente de control biológico. La avispa depredadora común, la avispa de chaqueta amarilla (Vespula maculifrons), se alimenta de cortapicos cuando son abundantes. Se sabe que una pequeña especie de ascárido, Mermis nigrescens, parasita ocasionalmente a los cortapicos que han consumido materia vegetal con huevos de ascárido Se han encontrado al menos 26 especies de hongos parásitos del orden Laboulbeniales en cortapicos. Los huevos y ninfas también son canibalizados por otros cortapicos. Una especie de ácaro tiroglifoide, Histiostoma polypori (Histiostomatidae, Astigmata), se ha encontrado en cortapicos comunes, a veces en grandes densidades; sin embargo, este ácaro se alimenta de cadáveres de cortapicos y no del animal cuando es su transporte vivo. Hippolyte Lucas observó ácaros acarinos escarlata en cortapicos europeos.